# Нова Вйоська (Свебодзінський повіт)
Нова Вйоська (пол. Nowa Wioska) — село в Польщі, у гміні Любжа Свебодзінського повіту Любуського воєводства.
Населення — 306 осіб (2011).

## Демографія
Демографічна структура станом на 31 березня 2011 року:
|          | Загалом | Допрацездатний вік | Працездатний вік | Постпрацездатний вік |
| -------- | ------- | ------------------ | ---------------- | -------------------- |
| Чоловіки | 175     | 45                 | 117              | 13                   |
| Жінки    | 131     | 28                 | 77               | 26                   |
| Разом    | 306     | 73                 | 194              | 39                   |